# Azovbataljon
Het voormalige Azovbataljon (Oekraïens: Окремий загін спеціального призначення «Азов») was een in mei 2014 opgerichte Oekraïense extreemrechts georiënteerde militie ontstaan uit Patriotten van Oekraïne en de Sociaal-Nationale Vergadering (beide geleid door Andriy Biletsky), die deel uitmaakt van de Oekraïense Nationale Garde en valt onder het Ministerie van Binnenlandse Zaken. Het bataljon was gevestigd in Marioepol aan de kust van de Zee van Azov. Het bataljon is onder meer bekend vanwege de neonazi sympathieën. Het werd aanvankelijk gefinancierd door de oligarch Ihor Kolomoisky die nauwe banden onderhoudt met Zelensky. In september 2014 is het Azovbataljon opgegaan in de Nationale Garde van de Oekraïense infanterie. Sindsdien wordt het onderdeel Regiment Azov (Oekraïens: Полк Азов) genoemd.

## Geschiedenis
Het Regiment Azov begon in mei 2014 als een neonazistische paramilitaire militie. Andriy Biletsky, hoofd van de Sociaal-Nationale Assemblee en Patriotten van Oekraïne, richtte het bataljon op naar aanleiding van de annexatie van de Krim en werd er leider van. In datzelfde jaar werd hij verkozen in het Oekraïense parlement, waardoor hij de leiding over Azov neerlegde. Oekraïense parlementariërs mogen geen militaire functies hebben. Hij werd opgevolgd door Denys Prokopenko.
De organisatie gebruikte van 2014 tot 2022 de Wolfsangel in hun vlag en insignes. Dit is een heraldisch symbool dat door de Nazis werd gebruikt, specifiek door de SS Panzer-Division Das Reich, en sindsdien met het nazisme is geassocieerd. Het gebruik hiervan door Azov werd dankbaar gebruikt door het Kremlin in hun anti-Oekraïense propaganda. In 2022 werd het logo vervangen voor de Oekraïense gouden drietand dat de reguliere strijdkrachten van Oekraïne ook gebruiken.
Het Amerikaanse leger bestempelde de groepering sinds 2018 als nationalistische haatgroepering en sloot de militie daarom uit van militaire steun. In juni 2024 besloot de Amerikaanse overheid tot het intrekken van het verbod op steun.
Het bataljon is tijdens de Russisch-Oekraïense Oorlog actief in de strijd tegen de Russische strijdkrachten en diens proxies. Na de Russische invasie van Oekraïne in 2022 vocht het bataljon in de Slag om de stad Marioepol. De fabriek Azovstal in Marioepol is het fort gebleken van waaruit de Azov-militairen tegen de Russen hebben gevochten. Het verzet dat daar werd geboden, werd in Oekraïne een symbool voor het verzet tegen de Russen.

## Kritiek
Human Rights Watch en andere mensenrechtenorganisaties rapporteerden medio 2016 dat ze aantijgingen hadden ontvangen van onrechtmatige detentie, marteling en andere misstanden door het Azovbataljon. De Verenigde Staten onthielden steun aan het bataljon vanwege de uitgedragen neonazi sympathieën.